# Пјан ди Полеа (Пезаро и Урбино)
Пјан ди Полеа је насеље у Италији у округу Пезаро и Урбино, региону Марке.
Према процени из 2011. у насељу је живело 66 становника. Насеље се налази на надморској висини од 387 м.